# 柳宏霖
柳宏霖（2008年—），台灣兒童歌手，演唱華語、閩南語歌曲。演唱詹雅雯的《出外人》、方順吉的《翹腳髯嘴鬚》等歌受矚目，在《超級紅人榜》比賽而成名。

## 簡歷
柳宏霖，2008年10月出生於台灣桃園市，於2017年10月21日起參加《台灣那麼旺 Taiwan NO.1》「青少年組」賽事，並於2018年1月20日順利闖10關成功，成為第一屆青少年組得主。在「台灣那麼旺」賽事期間，多次以鼓舞勵志、輕快活潑、霸氣銳現的曲風，獲得評審與觀眾的一致好評﹔而在六歲時挑戰《超級紅人榜》「親子擂台」賽事期間，創下該節目有史以來最高得分24.7分（滿分25分），並一舉奪下冠軍。曲風多次以日本演歌唱腔呈現，被台語慈善歌后 《詹雅雯》譽為「演歌歌王」，並將其擂台賽獎金全數捐出給桃園在地育幼院並熱衷參與各項公益活動。曾參與三立《綜藝大熱門》、《國光幫幫忙》、《超級夜總會》、《在台灣的故事》、《愛台客運動會》及中天《雅典納轟趴》、《麻辣天后傳》、《我愛冰冰秀》…等節目演出。於2016年首次跨界參與《夢工廠》動畫電影《功夫熊貓3》、《魔髮精靈》配音。

## 演唱會邀請經歷
| 日期           | 類型                                           | 表演歌曲                | 備註 |
| -------------- | ---------------------------------------------- | ----------------------- | ---- |
| 2015年5月16日  | 《詹雅雯》2015「愛的港都」演唱會               | 出外人                  |      |
| 2015年8月15日  | 《江蕙》2015「祝福」演唱會                     | 落雨聲                  |      |
| 2015年10月17日 | 《詹雅雯》2015「愛．不斷」演唱會               | 罔市仔 & 向前走         |      |
| 2015年12月26日 | 《閃靈樂團》2015「鎮魂護國」演唱會             | 愛拚才會贏 & 作夥向前衝 |      |
| 2015年12月31日 | 2015《新港奉天宮》媽祖慈光 幸福平安 跨年演唱會 | 浪子的心情 & 一支小雨傘 |      |

## 比賽
- 2017年10月民視無線台的台灣那麼旺 Taiwan NO.1歌唱大賽

### 《台灣那麼旺 Taiwan NO.1》比賽經歷
- 青少年獎金衛冕賽制

青少年組衛冕者得到滿天星麥克風，衛冕10關得到獎金貳拾萬元。（2017.10.21開始衛冕失敗改為直接淘汰）
- 最低分者得到一張黃牌，得到兩張黃牌即淘汰。若衛冕者輪替或有選手淘汰，則該黃牌取消。（2017.10.21開始取消挑戰者抵消黃牌的規定）

| 日期           | 賽程                        | 表演歌曲       | 對手分數 | 比賽分數 | 結果 |
| -------------- | --------------------------- | -------------- | -------- | -------- | ---- |
| 2017年10月21日 | 青少年獎金衛冕賽第1關       | 十面埋伏       | 89.2     | 90       | 晉級 |
| 2017年10月28日 | 青少年獎金衛冕賽第2關       | 歡喜來恰恰     | 89       | 90       | 晉級 |
| 2017年11月4日  | 青少年獎金衛冕賽第3關       | 成功           | 90.8     | 91.4     | 晉級 |
| 2017年11月11日 | 青少年獎金衛冕賽第4關       | 重出江湖       | 90.6     | 91.4     | 晉級 |
| 2017年11月18日 | 青少年獎金衛冕賽第5關       | 一片天         | 91.4     | 91.8     | 晉級 |
| 2017年11月25日 | 青少年獎金衛冕賽第6關       | 堅持           | 91.6     | 92.0     | 晉級 |
| 2017年12月2日  | 青少年獎金衛冕賽第6關       | 阿嬤的背影     | 90.6     | 90.6     | 平手 |
| 2017年12月9日  | 青少年獎金衛冕賽第7關       | 挑戰           | 90.2     | 91.4     | 晉級 |
| 2017年12月16日 | 青少年獎金衛冕賽第8關       | 挺你到底       | 91.2     | 91.8     | 晉級 |
| 2017年12月23日 | 耶誕特集 青少年獎金挑戰賽   | 癡情玫瑰花     | 91.4     | 92.2     | 勝出 |
| 2017年12月30日 | 青少年獎金衛冕賽第8關       | 今夜擱在想你   | 91.8     | 91.8     | 平手 |
| 2018年1月6日   | 青少年獎金衛冕賽第9關       | 玄武英雄       | 91.6     | 92.8     | 晉級 |
| 2018年1月13日  | 尾牙特集 青少年獎金挑戰賽   | 內山姑娘要出嫁 | 2票      | 2票      | 勝出 |
| 2018年1月20日  | 青少年獎金衛冕第10關        | 認真的人最快樂 | 91.6     | 91.8     | 過關 |
| 2018年5月12日  | 母親節特集 青少年獎金挑戰賽 | 寶島曼波       |          |          |      |
| 2018年9月22日  | 中秋節特集 青少年獎金模仿賽 | 燃燒吧火鳥     |          |          |      |
| 2019年1月5日   | 特別企劃—青少年冠中冠積分賽 | 我是一隻小小鳥 |          | 90.4     |      |

- 2014年三立台灣台的超級紅人榜歌唱大賽

### 《超級紅人榜》比賽經歷
| 日期           | 賽程                    | 表演歌曲       | 對手分數    | 比賽分數 | 結果 |
| -------------- | ----------------------- | -------------- | ----------- | -------- | ---- |
| 2014年10月26日 | 小小歌王擂台賽挑戰第9關 | 翹腳髯嘴鬚     | 23.5        | 23.5     | 平手 |
| 2014年11月2日  | 小小歌王擂台賽挑戰第9關 | 好膽你就來     | 24.1        | 24.1     | 平手 |
| 2014年11月9日  | 小小歌王擂台賽挑戰第9關 | 出外人         | 23.6        | 23.5     | 失敗 |
| 2014年11月23日 | 小小歌王加碼賽第一階段  | 笑談人生       |             |          | 晉級 |
| 2014年11月23日 | 小小歌王加碼賽第二階段  | 追追追         |             |          | 晉級 |
| 2014年11月23日 | 小小歌王加碼賽第三階段  | 憨阿嬤         | 23.4 / 23.6 | 23.8     | 冠軍 |
| 2015年2月22日  | 男女歌合戰-新春特輯     | 愛拼才會贏     |             |          | 獲勝 |
| 2015年3月29日  | 親子檔擂台賽挑戰第1關   | 媽媽的菜       | 23.4        | 23.8     | 晉級 |
| 2015年4月5日   | 親子檔擂台賽挑戰第2關   | 落雨聲         | 23.4        | 23.6     | 晉級 |
| 2015年4月12日  | 親子檔擂台賽挑戰第3關   | 勝著為王       | 23.4        | 23.9     | 晉級 |
| 2015年4月19日  | 親子檔擂台賽挑戰第4關   | 強強滾         | 23.7        | 24.0     | 晉級 |
| 2015年4月26日  | 親子檔擂台賽挑戰第5關   | 內山姑娘要出嫁 | 23.5        | 23.9     | 晉級 |
| 2015年5月3日   | 親子檔擂台賽挑戰第6關   | 船頂的歐里桑   | 23.6        | 24.1     | 晉級 |
| 2015年5月10日  | 親子檔擂台賽挑戰第7關   | 阿母的恩情     | 23.8        | 23.8     | 平手 |
| 2015年5月24日  | 親子檔擂台賽挑戰第7關   | 尚介帥         | 24.0        | 24.5     | 晉級 |
| 2015年5月31日  | 親子檔擂台賽挑戰第8關   | 望月想愛人     | 24.0        | 24.4     | 晉級 |
| 2015年6月7日   | 復仇者聯盟特級          | 罔市仔         |             |          |      |
| 2015年6月14日  | 親子檔擂台賽挑戰第9關   | 車頂水姑娘     | 23.5        | 23.9     | 晉級 |
| 2015年6月28日  | 親子檔擂台賽挑戰第10關  | 我是男子漢     | 23.9        | 24.7     | 過關 |
| 2015年7月26日  | 死對頭PK賽              | 今夜擱再想你   | 24.5        | 24.3     | 失敗 |
| 2015年9月27日  | 人氣考驗賽              | 回鄉的我       |             |          | 失敗 |
| 2023年1月29日  | 好久不見PK賽            | 浪子回頭       |             |          |      |

## 表演經歷

### 節目表演經歷
| 日期           | 類型                    | 表演歌曲            | 備註                                           |
| -------------- | ----------------------- | ------------------- | ---------------------------------------------- |
| 2014年11月13日 | 三立 《綜藝大熱門》     | 翹腳髯嘴鬚          | 各界好聲音下戰帖！歌手們招架的住嗎！           |
| 2015年2月18日  | 三立 《愛台客運動會》   | 追追追              |                                                |
| 2015年4月18日  | 三立 《超級夜總會》     | 出外人&北極星       |                                                |
| 2015年7月3日   | 年代 《別讓身體不開心》 | 追追追              |                                                |
| 2015年7月7日   | 三立 《在台灣的故事》   | 望月想愛人          |                                                |
| 2015年8月19日  | 三立 《國光幫幫忙》     | 內山姑娘要出嫁      | 連小孩都比不過！你要不要乾脆息影算了！         |
| 2015年9月23日  | 三立 《國光幫幫忙》     | 望月想愛人          | 一日爸媽！我不懂帶小孩哪點辛苦！               |
| 2016年1月9日   | 中天 《雅典納轟趴》     | 追追追              | 小小歌王歌后                                   |
| 2017年3月29日  | 三立 《綜藝大熱門》     | 挺你到底&我身騎白馬 | 人小鬼大！實力派演唱！                         |
| 2017年8月29日  | 中視 《冰冰show》       | 歡喜來恰恰&憨阿嬤   | 小小歌王PK賽                                   |
| 2017年9月9日   | 中視 《K歌大明星》      | 歡喜就好            |                                                |
| 2017年11月14日 | 中天 《麻辣天后傳》     | 癡情玫瑰花          | 是小小歌王還是五音不全？孩子版的天籟之音來了！ |
| 2019年4月20日  | 中視 《冰冰show》       | 斷腸詩              | 姬情台三線PK扛壩子山海線                       |
| 2020年4月9日   | 三立 《綜藝大熱門》     | 《翁立友》組曲      | 神合作演出！？網友敲碗都要看的合體！           |
| 2020年7月11日  | 中視 《冰冰show》       | 愛你無條件 & 尚速配 | 新一代螢幕情侶配對賽                           |
| 2024年9月14日  | 民視 《超級冰冰show》   | 阿飛的小蝴蝶        | 尬歌車輪戰                                     |

### 配音表演經歷
| 日期          | 類型          | 表演角色 | 備註                   |
| ------------- | ------------- | -------- | ---------------------- |
| 2016年4月1日  | 《功夫熊貓3》 | 阿寶     | 歐美動畫電影《夢工廠》 |
| 2016年11月4日 | 《魔髮精靈》  | 小布     | 歐美動畫電影《夢工廠》 |

### 活動邀請經歷
| 日期           | 類型                                          | 表演歌曲                                            | 備註                              |
| -------------- | --------------------------------------------- | --------------------------------------------------- | --------------------------------- |
| 2015年12月27日 | 寒冬送暖 公益歌唱晚會                         | 憨阿嬤&我是男子漢                                   |                                   |
| 2016年1月23日  | 桃園市105年度歲末寒冬送暖公益活動             | 望月想愛人&今年一定會好過                           |                                   |
| 2016年2月20日  | 2016新營太子宮[超級封神榜]哪吒Fun電文化藝術節 | 愛拚才會贏 &尚介帥 &成功一定是咱的                  | 來賓:《SpeXial》、《UNDER LOVER》 |
| 2016年4月30日  | 歡樂滾滾親子嘉年華會公益活動                  | 西北雨 &尚介帥                                      |                                   |
| 2016年5月7日   | 母親節我要為您歌唱                            | 我是男子漢 & 憨阿嬤                                 |                                   |
| 2016年11月13日 | 愛心處處飄—暖心公益慈善餐會                   | 月落 & 癡情玫瑰花 & 北極星                          |                                   |
| 2016年11月19日 | 艋舺青山王祭                                  | 歡喜來恰恰 & 墓仔坡也敢去 & 癡情玫瑰花 & 愛拚才會贏 | 開場嘉賓                          |
| 2016年12月4日  | 愛的鼓勵藝起來—公益慈善園遊會                 | 挺你到底 & 想厝的人                                 |                                   |
| 2017年5月14日  | 讓愛飛揚-長照機構友善社區音樂會               | 挺你到底 & 憨阿嬤                                   |                                   |
| 2017年8月26日  | 美夢成真-暑期獎助學金公益餐會                 | 認真的人最快樂 & 成功 & 重逢高雄港                  |                                   |
| 2017年9月9日   | 大家逗陣做公益 嘉年華會                       | 十面埋伏 & 阿嬤的背影 & 魂是英雄錢是膽              |                                   |
| 2017年10月7日  | 有愛無礙 勇敢追夢 公益歌唱比賽                | 含慢子 & 挺你到底 & 魂是英雄錢是膽                  |                                   |
| 2017年12月16日 | 公益 愛飛揚 音樂會                            | 挑戰 & 決心 & 成功                                  | 開場嘉賓                          |
| 2017年12月23日 | 愛拚家會贏 2017南高雄家扶寒冬送暖草地音樂會   | 認真的人最快樂 & 十面埋伏 & 成功                    |                                   |

## 外部連結

### Youtube
- 【超級紅人榜】小小阿尼基 柳宏霖專區
- 2015.07.07 在台湾的故事 可以吃的石頭
- 2015.08.18 江蕙最小嘉賓 6歲唱《落雨聲》吸睛｜三立新聞台

}

### 新聞
- 氣勢勝過詹雅雯！6歲阿尼基小歌王柳宏霖將站上小巨蛋？ （页面存档备份，存于）
- 台版迷你小虎隊(楊東霖、柳宏霖、蔡承融)2015.05.24新聞報導 （页面存档备份，存于）
- 江蕙演唱會最小嘉賓！6歲登小巨蛋獻唱《落雨聲》超吸睛  2015.08.18新聞報導 （页面存档备份，存于）